# Euxoa sagittaria
Euxoa sagittaria là một loài bướm đêm trong họ Noctuidae.